# Семмі Схілт
Сем «Семмі» Схілт (нід. Sem Schilt; *27 жовтня 1973, Роттердам, Нідерланди) — нідерландський спортсмен, професійний кікбоксер і спеціаліст зі змішаних бойових мистецтв. Діючий чемпіон світу з кікбоксингу у суперважкій ваговій категорії за версією K-1 (з 2007 року), чотириразовий переможець Гран-прі K-1 у важкій ваговій категорії (2005, 2006, 2007, 2009 роки). Переможець Гран-прі «Glory Grand Slam» (2012 рік). Чемпіон світу з панкратіону у важкій ваговій категорії за версією Pancrase (1999 – 2000 роки). Дворазовий чемпіон світу з дайдо дзюку у вільній вазі (1996, 1997 роки). Дворазовий чемпіон Європи (1995, 1996 роки) і триразовий чемпіон Нідерландів (1993, 1994, 1995 роки) з повноконтактного карате.